# 澳門旅遊大學氹仔校區

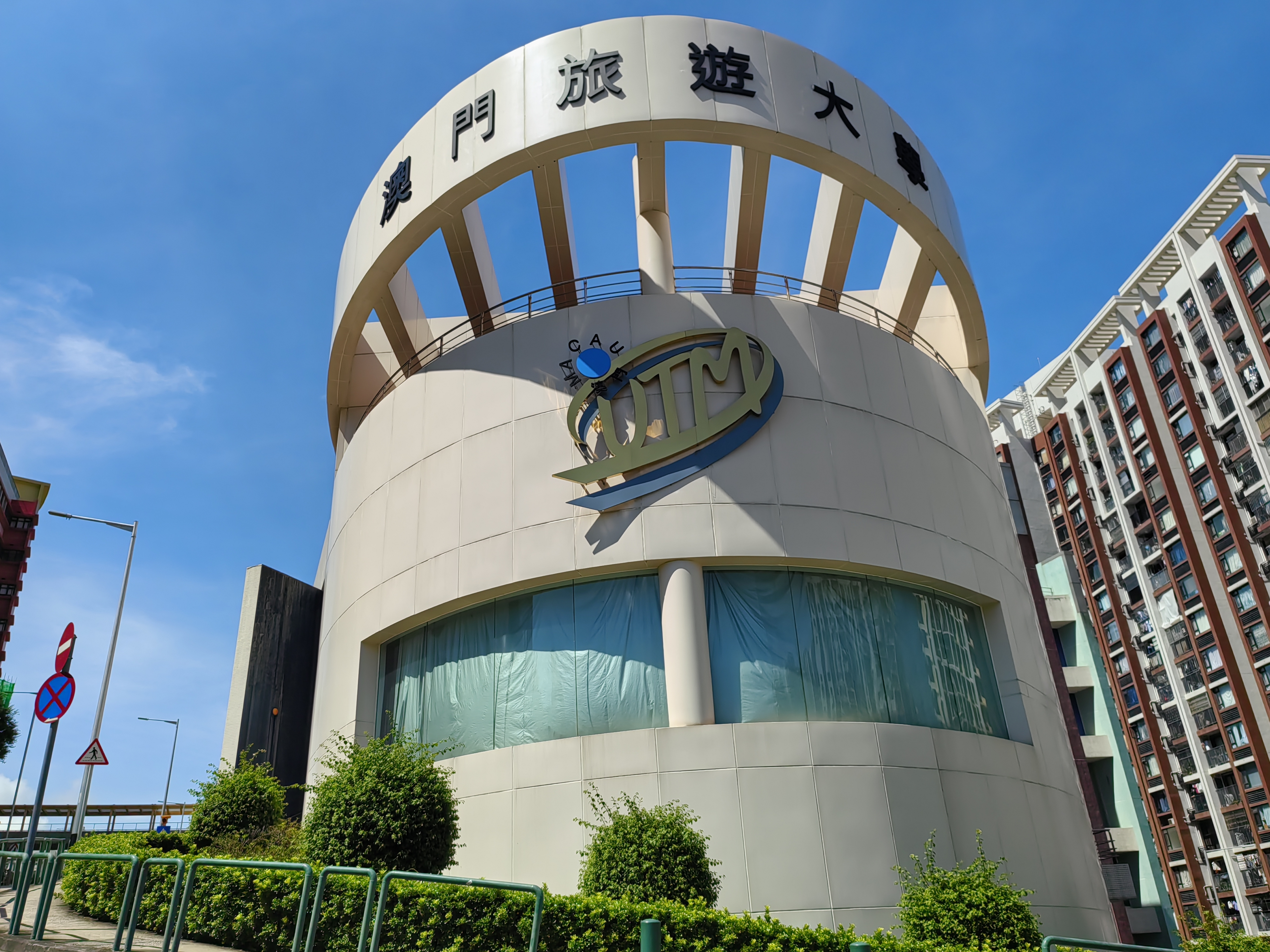
澳門旅遊大學氹仔校區

澳門旅遊大學氹仔校區（葡萄牙語：Campus da Taipa da Universidade de Turismo de Macau），是指澳門旅遊大學現在的氹仔校區，位於氹仔島徐日昇寅公馬路，由四幢位於澳門大學舊校園內的建築物所組成，分別為東亞樓、SQ大樓（前澳門大學職員宿舍）、展望樓（原澳門大學圖書館大樓及耀東樓。目前面積為61,000平方米。2014年11月，當時的高等教育輔助辦公室公佈“澳門大學舊址未來使用規劃”，當時僅獲分發東亞樓一座建築。2015年再獲澳門特別行政區政府分發SQ大樓（前澳門大學職員宿舍）及原澳門大學圖書館大樓），而原澳大圖書館大樓經過裝修後於2016年8月正式更名為展望樓，同時現校區正式取代位於創福豪庭內的舊校舍，並保留望廈校區用作學生培訓基地。2020年，澳門旅遊學院正值25周年校慶之際，獲澳門特別行政區政府批給使用耀東樓作新增的教學建築，2025學年起正式全面投入使用。

## 沿革
2014年8月，時任高等教育輔助辦公室主任蘇朝暉表示，澳門大學舊校園內的東亞樓三幢宿舍會分給三間高等院校使用，其中公立性質的理工和旅遊學院是無償借用；而私立科技大學以月租94.9萬，獲得900多個宿位的使用權。
2014年11月14日，澳門特別行政區政府高等教育輔助辦公室公佈“澳門大學舊址未來使用規劃”，其中澳門旅遊學院僅獲分配東亞樓整幢建築。
2015年8月，澳門旅遊學院正式接收東亞樓整座建築，計劃將部分樓層保留或裝修做回學生宿舍用途，而餘下樓層規劃作為課室、辦公室和學生活動空間等。
2015年9月30日，時任澳門特別行政區政府社會文化司司長譚俊榮證實原澳門大學圖書館大樓內的澳門大學城區中心由同年10月正式交還政府管理。計劃將原澳大圖書館大樓、教職員宿舍及澳大科技學院的實驗室原封不動歸給旅遊學院負責管理，成為澳門旅遊學院氹仔新校區一部分。
2015年10月12日，澳門旅遊學院氹仔校區正式揭牌，儀式由時任澳門特別行政區行政長官崔世安博士在社會文化司司長譚俊榮博士和聯合國世界旅遊組織秘書長塔勒布∙瑞法依博士見證下揭幕。旅院氹仔新校區總面積為望廈校區的兩倍，計劃於校區內增設教學酒店等設施，提供更多課程和專業培訓。
2016年6月29日，澳門旅遊學院宣佈氹仔新校區於同年8月1日起正式運作，原位於氹仔美副將大馬路14號創福豪庭的氹仔舊校區已於同年7月1日起停止使用。坐立於小山丘上的原澳門大學圖書館大樓將正式更名為展望樓。
2020年10月23日，澳門旅遊學院院長黃竹君證實氹仔校區於同年第一季再獲澳門特區政府批給使用原澳門大學舊校園內的銀禧樓及一幅空置待建土地，而銀禧樓先裝修其中兩層用作課室及教職員辦公室為主。而待建土地計劃興建一座“國際旅遊教育綜合體”擴展教學空間。
2024年1月，澳門旅遊學院包括對校區教學設施持續優化，其中銀禧樓和新住宿樓正施工，打造成為學院氹仔校區的教學大樓及酒店實踐場地，預計將於2025年陸續完工，屆時學院的教學環境及實踐場地將得以擴充和完善。
2024年4月1日，配合“澳門旅遊學院”升格為“澳門旅遊大學”，校區更名為“澳門旅遊大學氹仔校區”。
2025年7月23日，為感謝銀河娛樂集團主席呂耀東捐資三千萬元襄助教育，澳門旅遊大學將氹仔校區銀禧樓冠名為耀東樓。

## 校園建築

### 東亞樓（East Asia Hall）
東亞樓，是一座21層高的學生宿舍，為非本地學生提供住宿，大部分房間均為雙人臥室，同時提供有限的單人臥室。樓層分為男生樓層和女生樓層（不提供男女混合樓層和房間）。公共空間包括音樂室、零售實驗室、自習室等。

### 住宿教學樓（Educational Residence）
住宿教學樓，前稱澳門大學教職員宿舍（University of Macau Staff Quarters）、SQ大樓（英語：SQ Buliding），建築物英文簡稱SQ。2014年計劃重新裝修打造成為學院的另一所教學酒店。2022年1月，位於地面層內的構想實驗室啟用，設立目的以激勵和引導“旅遊+”創新創業思維、增強學生和校友的創新意識及能力為出發點，構建實踐創意、發現商機的空間，鼓勵並協助潛在創業者識別機會、萌生創意，繼而創業。2025年改建為住宿教學樓，作為大學全新培訓場地，樓高十二層，共28間客房，設有會議室、健身室及餐廳，空中花園設於頂層。

### 展望樓（Forward Buliding）
展望樓（英語：英語: Forward Building），是由原澳門大學圖書館改建成的綜合教學大樓，原建築由葡國著名建築師Mario Duarte Duque所設計。大樓樓高五層，面積約15,000平方米，設有課室、圖書館、會議場地、培訓中心、停車場等設施。該樓代號為F。與望廈校區的啓思樓（英語: Inspiration Building）和協力樓（英語: Team Building）的首字母組合起來，剛好是澳門旅遊學院的縮寫(舊名稱)。

### 耀東樓（Yiu Tung Buliding）
耀東樓（英語：Yiu Tung Bulding），前稱銀禧樓（英語：Silver Jubilee Buliding），是學院在2020年踏入25周年之際，獲澳門特區政府分配使用，先開放兩層用作課室及教職員辦公室。2025年新學年正式全面投入使用，樓高十四層，擁有的五十八個課室、五十四個教學人員辦公室、四個教學廚房，以及模擬前台與房務課室等設施。

### 國際旅遊教育綜合體
於2020年獲澳門特區政府分配的一幅規劃土地，先前計劃擴展澳門大學舊校園教學設施，後因澳門大學遷往新校區而擱置興建。旅院計劃利用該土地興建一座“國際旅遊教育綜合體”，該建築有望成為一座具標誌性的校舍，增添學院現時所缺乏或不足夠的設施，如模擬教學場所、研習室、文化及藝術展覽設施、學生活動和休憩空間，以及綜合行政大樓等。

## 現況
2015年8月，東亞樓整座建築正式交還給澳門旅遊學院，維持用作學生宿舍用途共提供約400個宿位，餘下樓層規劃作為課室、辦公室和學生活動空間等。而學生宿舍於2015年底起陸續有住宿學生遷入。
2016年8月，澳門旅遊學院院長黃竹君表示由2016／17新學年起安排大三和大四學生使用氹仔校區，大一和大二學生繼續留在望廈校區。當時需待新校區建築物完成設計和間隔改動等工程後，計劃二至三年後將會把整個學士學位課程全部搬入氹仔新校區，而望廈校區獲保留，作專業操作培訓之用。
2016年11月中旬，時任社會文化司司長譚俊榮視察澳旅院氹仔校區，院長黃竹君向譚俊榮介紹時稱已安排部分學士學位及專業培訓課程的學生於氹仔校區上課，非本地學生亦已遷入東亞樓宿舍。

## 重要設施
- 氹仔校區圖書館（展望樓）
- 教務部（展望樓）
- 文化遺產數碼檔案室（展望樓）
- 中心咖啡店（展望樓）
- 構想實驗室（SQ大樓）
- 學生宿舍（東亞樓）
- 自在一閣（銀禧樓）

## 未來發展
隨著澳門城市大學申請興建新校區並向政府無償歸還氹仔徐日昇寅公馬路校區設施，並於2024年2月1日由教育及青年發展局與城市大學基金會共同)簽署《澳門城市大學申請土地發展意向書》。
2024年11月15日，土地工務局公佈以豁免公開招標及無償方式，批給一幅位於路環石排灣的一幅國有土地予「澳門城市大學基金會」的程序，用作建設澳門城市大學新校舍，籌建新校舍的所有費用由「澳門城市大學基金會」承擔。原位於氹仔徐日昇寅公馬路的校區設施將交還予澳門特別行政區政府，澳門特區政府擬把原澳門大學舊校園把有關設施用作優化澳門旅遊大學等公立高等院校的辦學空間。

## 交通

### 公共巴士
T303 澳門旅遊大學（Universidade de Turismo de Macau）
路線：11、37

## 外部連結
- 澳門旅遊學院官方網站 （页面存档备份，存于）